# Euvira
Euvira är ett släkte av skalbaggar. Euvira ingår i familjen kortvingar.
Kladogram enligt Catalogue of Life:
| Euvira | \| \| Euvira debilis \| \| \| \| \| \| Euvira quadriceps \| \| \| \| |
|        | \| \| Euvira debilis \| \| \| \| \| \| Euvira quadriceps \| \| \| \| |
|        | Euvira debilis                                                       |
|        |                                                                      |
|        | Euvira quadriceps                                                    |
|        |                                                                      |